# Leif Erickson
Leif Erickson, geboren als William Wycliffe Anderson (Alameda, 27 oktober 1911 - Pensacola, 29 januari 1986), was een Amerikaanse acteur. Hij werd vooral bekend als Big John Cannon in de westernserie The High Chaparral. Erickson werd ook onder de namen Glenn Erickson; Glen Erickson; Lief Erickson; Glenn Erikson en Leif Erikson genoemd.

## Biografie
Erickson werd geboren in Alameda, Californië, in de buurt van San Francisco. Hij werkte als solist in een band als zanger en trombonist, trad op in producties van Max Reinhardt en deed daarna wat podiumervaring op in een komische vaudeville-act. Aanvankelijk aangekondigd door Paramount Pictures als Glenn Erickson, begon hij zijn filmcarrière als een leidende man in westerns.
Erickson nam dienst bij de Amerikaanse marine tijdens de Tweede Wereldoorlog. Opgroeiend tot de rang van Chief Petty Officer in de Naval Aviation Photographic Unit, diende hij als militair fotograaf, filmde hij in gevechtszones en als instructeur. Hij werd tweemaal neergeschoten in de en ontving twee Purple Hearts. Erickson zat in de eenheid die de Japanse overgave filmde en fotografeerde aan boord van de USS Missouri in de baai van Tokio op 2 september 1945. Meer dan vier jaar dienst schoot hij meer dan 200.000 feet film voor de marine.
Ericksons eerste films waren twee bandfilms uit 1933 met Betty Grable, voordat hij een reeks van Buster Crabbe westernfilms begon op basis van Zane Gray-romans. Hij verscheen vervolgens in films als The Snake Pit, Sorry, Wrong Number, Abbott en Costello Meet Captain Kidd, Invaders from Mars, On the Waterfront, A Gathering of Eagles, Roustabout, The Carpetbaggers en Mirage.
Een van zijn meer opvallende rollen was als de macho-echtgenoot van Deborah Kerr in de toneel- en filmversies van Tea and Sympathy. Hij verscheen met Greta Garbo als haar broer in Conquest (1937). Hij speelde de rol van Pete, de wraakzuchtige bootingenieur, in de remake uit 1951 van de beroemde musical Show Boat. Zijn laatste optreden in een speelfilm was in Twilight's Last Gleaming (1977).
Erickson verscheen regelmatig op televisie. Hij werd gecast als Dr. Hillyer in Consider Her Ways (1964) en als Paul White in The Monkey's Paw-A Retelling (1965) op The Alfred Hitchcock Hour op CBS. Hij is echter waarschijnlijk het meest bekend van The High Chaparral, dat van 1967 tot 1971 op NBC werd uitgezonden. Hij portretteerde de rancher Big John Cannon, die vastbesloten was om een vee-imperium te vestigen in het Arizona Territory en tegelijkertijd vrede te bewaren met de Apachen. Erickson speelde een gastrol in verschillende tv-series, waaronder Rawhide, Bonanza (twee afleveringen, 1961-1965), als Aaron Burr in Daniel Boone (twee afleveringen, 1964-1970) Gunsmoke, Marcus Welby, MD, Medical Center, Cannon, The Rifleman, The Rockford Files, The Rookies, Night Gallery en de serie Hunter uit 1977. Zijn laatste rol was in een aflevering van Fantasy Island in 1984.
Leif Erickson werkte naast zijn talrijke optredens in tv-series, in meer dan 80 speel- en tv-films mee. 

## Privéleven en overlijden
Erickson was van 1936 tot 1942 getrouwd met de actrice Frances Farmer. Hij overleed in januari 1986 op 74-jarige leeftijd aan de gevolgen van kanker.

## Filmografie
- 1933: The Sweetheart of Sigma Chi
- 1937: Maria Walewska – regie: Clarence Brown
- 1938: The Big Broadcast of 1938 – regie: Mitchell Leisen
- 1941: Nothing But the Truth – regie: Elliott Nugent
- 1942: Pardon My Sarong – regie: Erle C. Kenton
- 1942: The Fleet's In – regie: Victor Schertzinger
- 1942: Arabian Nights – regie: John Rawlins
- 1948: Joan of Arc – regie: Victor Fleming
- 1948: Sorry, Wrong Number – regie: Anatole Litvak
- 1948: The Snake Pit – regie: Anatole Litvak
- 1950: Three Secrets – regie: Robert Wise
- 1950: Dallas – regie: Stuart Heisler
- 1951: Show Boat – regie: George Sidney
- 1951: The Tall Target – regie: Anthony Mann
- 1952: Sailor Beware
- 1953: Invaders from Mars – regie: William Cameron Menzies
- 1954: On the Waterfront – regie: Elia Kazan
- 1956: The Fastest Gun Alive – regie: Russell Rouse
- 1956: Tea and sympathy – regie: Vincente Minnelli
- 1964: Strait-Jacket – regie: William Castle
- 1964: The Carpetbaggers
- 1964: Roustabout – regie: John Rich
- 1965: I Saw What You Did – regie: William Castle
- 1965: Mirage – regie: Edward Dmytryk
- 1967–1971: The High Chaparral (tv-serie, 97 afleveringen)
- 1977: Twilight's last gleaming – regie: Robert Aldrich
- 1979: The Rockford Files (tv-serie, een aflevering)
- 1983: Savage in the Orient (tv-film)
- 1984: Fantasy Island (tv-serie, een aflevering)

- Biblioteca Nacional de España: XX1316323
- Bibliothèque nationale de France: cb13945726s (data)
- Catàleg d'autoritats de noms i títols de Catalunya: 981058520877206706
- Gemeinsame Normdatei: 143379542
- International Standard Name Identifier: 0000 0003 6857 3529
- Library of Congress Control Number: n85151876
- MusicBrainz: 213c3da9-22cf-45a1-a684-35f305b76a4d
- Nationale Bibliotheek van Israël: 987007432222605171
- Nederlandse Thesaurus van Auteursnamen: 34175983X
- SNAC: w6wt35bv
- Système universitaire de documentation: 079862039
- Virtual International Authority File: 76505674
- WorldCat: E39PBJwtqqQp4FpG4KWPXPFkDq